# Box Township
Box Township est un township inactif du comté de Cedar dans le Missouri, aux États-Unis,. Il est fondé dans les années 1850 et baptisé en référence à Mr Box, un pionnier.